# Gustav Ebe
Gustav Ebe (* 1. November 1834 in Halberstadt; † 15. Mai 1916 in Berlin-Charlottenburg) war ein deutscher Architekt und Kunsthistoriker.

## Leben
Gustav Ebe schloss 1864 sein Studium an der Berliner Bauakademie mit der Baumeisterprüfung ab. Danach unternahm er zusammen mit seinem Studienfreund Julius Benda Reisen nach Italien und Frankreich. Nach ihrer Rückkehr arbeiteten beide ab 1867 als Privatarchitekten zusammen und gründeten 1869 die Firma Ebe & Benda. Ebe wurde 1869 Mitglied des Architektenvereins und 1879 Gründungsmitglied der Vereinigung Berliner Architekten, deren stellvertretender Vorsitzender er 1884 wurde. 1891 wurde die Firma aufgelöst. Neben den Firmenaufträgen war Ebe auch allein tätig und publizierte zahlreiche kunsthistorische Werke. Ebe war seit 1873 verheiratet und hatte acht Söhne, darunter den Bildhauer Burkhart Ebe.

## Bauten

### Eigene
- 1864–1867: Erweiterungsbauten am Rathaus Magdeburg
- Um 1880: Um- und Erweiterungsbau am Schloss Garzau bei Strausberg
- 1890: Umbau des Flora-Etablissements in Berlin, Friedrichstraße 218 zum Concordia-Theater (ab 1892 Apollo-Theater)

### Fa. Ebe & Benda
- 1869–1870: Haus Maienstraße 1 in Schöneberg
- 1872–1874: Palais Pringsheim in Berlin, Wilhelmstraße 67 (alte Zählung)
- 1872–1876: Palais von Thiele-Winckler in Berlin, Regentenstraße 15
- 1873–1878: Villen Kaufmann und Bunsen
- 1875–1878: Palais Borsig in Berlin, Voßstraße 1 (unvollendet, Vorentwurf von Richard Lucae)
- 1879: Umbau der Synagoge Halberstadt
- 1882–1884: Mosse-Palais in Berlin, Leipziger Platz 15

## Veröffentlichungen
- Historisches Porträt und Allegorie in der modernen Monument-Skulptur. 1887.
- Abriss der Kunstgeschichte des Alterthums. L. Schwann, Düsseldorf 1895.
- Die Spät-Renaissance. Kunstgeschichte der europäischen Länder von der Mitte des 16. bis zum Ende des 18. Jahrhunderts. Springer, Berlin 1895.
- Der deutsche Cicerone: Führer durch die Kunstschätze der Länder deutscher Zunge. Spamer, Leipzig 1897.
- Die Dekorationsformen des 19ten Jahrhunderts. Engelmann, Leipzig 1900.
- Nationale oder internationale Kunst. 1901.
- Neubildungen im Bereiche der Baugliederungen. 1902.
- Versuche in moderner Bau-Ornamentik. 1902.
- Bildwerke schlesischer Kunstdenkmäler. 1902.
- August Orth: Ein Lebensbild. W. Ernst & Sohn, 1904.